# Specifieke fobie
Een specifieke fobie is een psychische aandoening die in de DSM-5 is ingedeeld bij de angststoornissen. Bij veel fobieën en angststoornissen ontstaan bij een persoon overdreven of onredelijke angsten en spanningen die een groot deel van het leven beheersen. Bij een specifieke fobie (vroeger ook wel enkelvoudige fobie genoemd) beperkt de angst zich echter tot specifieke situaties, objecten of zelfs mensen (bijvoorbeeld hoogten, onweer, spinnen).
De DSM-5 geeft de volgende criteria voor specifieke fobieën:
- A. Een duidelijke en aanhoudende angst die overdreven of onredelijk is en wordt veroorzaakt door de aanwezigheid of verwachting van een specifiek object of een specifieke situatie (bijvoorbeeld vliegen, hoogten, dieren, een injectie krijgen, bloed zien).
- B. Blootstelling aan een fobische prikkel veroorzaakt vrijwel altijd een directe angstreactie. Deze kan voorkomen in de vorm van een situatiegebonden of door de situatie ingegeven paniekaanval. N.B: Kinderen kunnen uitdrukking aan de angst geven door huilen, woede-uitbarstingen, verstijving of vastklamping.
- C. De persoon ziet in dat de angst overdreven of onredelijk is. N.B.: Bij kinderen kan dit criterium ontbreken.
- D. De fobische situaties worden vermeden of ondergaan met intense angst of spanning.
- E. De vermijding, de angstige verwachting of de spanningen voor de gevreesde situatie belemmeren in ernstige mate de dagelijkse handelingen, het beroepsmatig functioneren (of studie of school), sociale activiteiten of relaties met anderen of er bestaat een duidelijk lijden door de fobie.
- F. Als de persoon jonger is dan 18 jaar, is de duur minimaal 6 maanden.
- G. De angst, paniekaanvallen of vermijding zijn niet het gevolg van een andere psychische aandoening, zoals de obsessieve-compulsieve stoornis (bijvoorbeeld vermijding van vuil door iemand met smetvrees), posttraumatische stressstoornis (bijvoorbeeld vermijding van prikkels die gekoppeld zijn aan een sterke stressfactor), verlatingsangst (bijvoorbeeld vermijden van school), sociale fobie (bijvoorbeeld vermijden van sociale situatie uit angst voor vernedering), paniekstoornis met agorafobie of agorafobie zonder historie van de paniekstoornis.

## Oorzaken

### Psychologie
Volgens Freud werden fobieën veroorzaakt door verdrongen seksuele aandriften en fantasieën. Hij beschreef bijvoorbeeld in "Der kleine Hans" een jongetje dat zijn vader naakt in de badkamer had gezien en daar een fobie voor hengsten aan overhield.
De gedragstherapie daarentegen beschrijft het ontstaan van fobieën als klassieke conditionering. Vanuit die school komt het verhaal van "little Arthur" die een fobie voor knuffels kreeg doordat men elke keer het geven van een knuffel combineerde met een hard, onaangenaam geluid. Doordat de gedragstherapie bij de behandeling van fobieën succesvoller was dan de psychoanalyse leek het pleit beslecht. Toch blijft de vraag waarom mensen vaker een fobie voor messen en voor spinnen ontwikkelen dan voor vorken en lieveheersbeestjes.
Tegenwoordig is er daarom toch weer aandacht voor de gedachten die men bij de fobie heeft.

### Biologie
In de amandelkern, de amygdala is een in de hersenstam gelegen hersenkern. Gebleken is dat bij hevige schrik, deze kern geactiveerd wordt en daarbij verbindingen maakt, die geactiveerd kunnen worden en daarbij de oorspronkelijke verschijnselen van schrik weer veroorzaakt.

## Behandeling

### Psychologie
Gedragstherapie met name systematische desensitisatie is effectief, evenals cognitieve gedragstherapie.

### Biologie
SSRI's zijn te overwegen. Benzodiazepinen zijn minder geschikt doordat ze vrij lang geslikt moeten worden.